# 토마스작은귀땃쥐
토마스작은귀땃쥐(Cryptotis thomasi)는 땃쥐과에 속하는 포유류의 일종이다. 콜롬비아와 에콰도르 그리고 페루에서 발견된다.